# بريم راتان دان بايو
بريم راتان دان بايو (بالإنجليزية: Received a treasure called love)‏ هو فيلم عائلي درامي هندي من كتابة وإخراج سوراج بارجاتيا وإنتاج شركة راجشري للانتاج وتوزيع شركة فوكس ستار ستوديوس، الفيلم من بطولة سلمان خان وسونام كابور في الأدوار الرئيسية. وكان هذا التعاون الرابع بين سوراج بارجاتيا وسلمان خان بعد أفلام البلوك باستر السابقة، وتم إصداره في 12 نوفمبر 2015.

## البطولة
- سلمان خان بدور بريم / فيجاي
- سونام كابور بدور مايثلي
- نيل نيتين موكيش بدور نيرانجان
- أنوبام خير' بدور بابوجي
- سوارا بهاسكار بدور أخت بريم
- سنجاي ميشرا بدور
- ديباك دوبريال بدور
- ارمان كوهلي

## القصة
يبدا الفيلم باغنية لبريم (سلمان خان)، بينما فيجاي سينغ (نفس سلمان خان) الأمير المقاتل والقوي الذي سيصبح ملكا قريبا لمدينة Pritampur وطاقمه يدبر لاغتياله، وسيتزوج من ماثلي (سونام كابور)، ولكن طاقمه يحضر عمليه لاغتياله بعد ان زار فيجاي سينغ اختيه اللتين رفضتا استقباله تعرض للاغتيال ليظهر بعدها شبيهه بريم الشاب النشيط المحب للخير والذي كانت امنيته رؤية ميتلي قرر رئيس الأمن ان يضعه مكان فيجاي ريثما يتعافى الملك.
كانت الاميرة ميتلي حزينة لعدم الاهتمام بها لكن بعد بعد ظهوربريم أصبح يولي لها اهتماما كبيرا واصبح يعمل أي شئ ليرضيها (هي لا تعرف انه بريم وليس الملك) حتى أصبحت تحبه كما كانت مجموعه من المواقف الكوميدية بالفيلم وكذلك تصالح بريم مع اختيه ليعود الملك ويكتشف ان اخوه هو من قام باغتياله وكل ماحصل مؤامرة من قريبهم البعيد عادت المياه إلى مجاريها والتأم شمل العائلة وعاد بريم إلى مدينته ليتفاجئ بالملك يخبره انه قام بكل شئ ليرضي ميتلي لكنها تحبك وينتهي الفيلم.

## الأغاني
الأغاني من ألحان هيميش ريشاميا وكلمات ارشاد كامل، ويضم 10 أغاني في الألبوم. الموسيقى الخلفية الأصلية من تلحين سانجوي تشودري، في حين هيميش ريشاميا أيضا كان له حقوق على أغانيه.
بيعت حقوق الموسيقى من الفيلم إلى T-Series بمبلغ قياسي 17 مليار روبية (2.6 مليون $ US)، وبيعت حقوق الأقمار الصناعية لنجمة شبكة ل₹ 50 مليار روبية (7.5 مليون $), مما يجعلها أغلى صفقة حقوق للموسيقى في صناعة السينما في بوليوود في ذلك الوقت.
نُشِرَ ألبوم موسيقى كامل من بريم راتان دهان بايو في 10 أكتوبر 2015. تم الإفراج عن أول أغنية فيديو بعنوان «بريم ليلا» في 7 أكتوبر 2015،
تلاه «بريم راتان دهان بايو عنوان الفيلم» الذي صدر في 14 أكتوبر 2015.

### قائمة الأغاني
| 1.            | ""Prem Leela""           | امان تريخها, فينييت سينغ                      | 03:41 |       |       |       |       |       |       |       |       |       |
| 2.            | ""Prem Ratan Dhan Payo"" | بالاك موشهال                                  | 05:19 |       |       |       |       |       |       |       |       |       |
| 3.            | ""Jalte Diye""           | هاردشيب كور, شاباب سابري, فينييت سينغ, انويشا | 05:36 |       |       |       |       |       |       |       |       |       |
| 4.            | ""Aaj Unse Milna Hai""   | شان                                           | 04:03 |       |       |       |       |       |       |       |       |       |
| 5.            | ""Jab Tum Chaho""        | محمد عرفان, بالاك موشهال, درشان رافال         | 05:07 |       |       |       |       |       |       |       |       |       |
| 6.            | ""Halo Re""              | امان تريكها                                   | 03:18 |       |       |       |       |       |       |       |       |       |
| 7.            | ""Tod Tadaiyya""         | نيراج شريدهار, نيتي موهان                     | 04:24 |       |       |       |       |       |       |       |       |       |
| 8.            | ""Bachpan Kahan""        | هميش ريشاميا                                  | 04:02 |       |       |       |       |       |       |       |       |       |
| 9.            | ""Murli Ki Taanon Si""   | شان                                           | 01:29 |       |       |       |       |       |       |       |       |       |
| 10.           | ""Aaj Unse Kehna Hai""   | شان, بالاك موشهال, اشواريا ماجومدار           | 02:08 |       |       |       |       |       |       |       |       |       |
| المدة الكلية: | المدة الكلية:            | المدة الكلية:                                 | 39:07 | 39:07 | 39:07 | 39:07 | 39:07 | 39:07 | 39:07 | 39:07 | 39:07 | 39:07 |

## الإعلان الترويجي
عُرِض الإعلان الترويجي الفيلم في 1 اكتوبر 2015 في موقع فيس بوك ويوتيوب ووصل عدد المشاهدات لـ 6 ملايين في 3 أيام.

## الجوائز
و قد حاز فيلم بريم راتان دان بايو على عدّة جوائز منها جائزة أفضل فيلم لعام 2015
كذلك وقع تكريم الممثّلين الكبيرين سلمان خان وسونام كابور في مهرجان iifa لتوزيع الجوائز لعام 2015 .